# Богатов, Николай Павлович
Николай Павлович Богатов (1923, Поздняково, Владимирская губерния — 19 августа 1974, Муром, Владимирская область) — советский танкист, участник Великой Отечественной войны, Герой Советского Союза (1944).

## Биография
Родился в 1923 году в селе Позднякове Муромского уезда, ныне Навашинского района Нижегородской области, русский. Получил начальное образование, работал в колхозе трактористом.
На фронт пошёл добровольцем. В Красной Армии — с мая 1942, после окончания курсов механиков-водителей танка. На фронте с апреля 1943. В составе 237-й танковой бригады сражался под Белгородом, на Курской дуге, под Брянском, у Краснокутска и Слободки. Зимой 1944 участвовал в Корсунь-Шевченковской операции.
8 августа 1944 его танк под ураганным артиллерийско-миномётным огнём был переправлен через Вислу и участвовал в боях за овладение плацдармом на левом берегу реки. 9 августа танк командира роты лейтенанта Петрова, на котором механиком-водителем был Богатов, первым вырвался в атаку, преодолел ураганный заградительный огонь вражеской артиллерии, прорвал оборону противника за западной окраине деревни Доротка разбил 2 самоходных орудия «Фердинанд». Когда танк был подбит, а командир экипажа убит, продолжал участвовать бою, а затем вывел танк на исходные позиции.
С 12 января по 3 февраля 1945 участвовал в Сандомирско-Силезской наступательной операции, наступая с Сандомирского плацдарма, освобождал районы южной Польши.
С 6 апреля 1945 в составе 60-й армии 4-го Украинского фронта участвовал в Моравско-Остравской наступательной операции, участвовал в освобождении Словакии, в том числе города Опава.
Последней операцией, в которой он участвовал, была Пражская операция.
За время боёв с немецко-фашистскими захватчиками с июня 1943 участвовал в 26 танковых атаках. В этих атаках под ним сгорело шесть танков, разбито 3 танка и ещё 4 танка подбитыми он вывел с поля боя. При этом Богатов во время боёв с территории противника эвакуировал двух убитых командиров танковых рот, двух убитых командиров танков, двух раненых командиров танков и 30 человек раненых десантников. Во время выхода из строя командиров его танка продолжал вести бой и гусеницами раздавил 3 противотанковых пушки, 40 пулемётных точек и до 100 солдат и офицеров противника. Экипажами танков, которые водил в атаку Богатов, было уничтожено 11 танков противника 4 самоходных орудия «Фердинанд»
После войны работал слесарем на заводе в Муроме. Член ВКП(б) с 1949 года.
Умер 19 августа 1974 года, похоронен на родине.

## Память
- 7 мая 2010 года в городе Навашино был открыт мемориал навашинцам — Героям Советского Союза, в том числе Н. П. Богатову.

## Награды
- Указом Президиума Верховного Совета СССР от 23 сентября 1944 года за мужество и героизм, проявленные при форсировании реки Днепр и в боях по удержанию захваченного плацдарма, старшине Богатову Николаю Павловичу присвоено звание Героя Советского Союза с вручением ордена Ленина и медали «Золотая Звезда» (№ 4631).
- Награждён орденами Ленина, Отечественной войны 1 степени, Славы 3 степени, Красной Звезды, а также медалями, в числе которых медаль «За отвагу».